# Charles de Ferriol

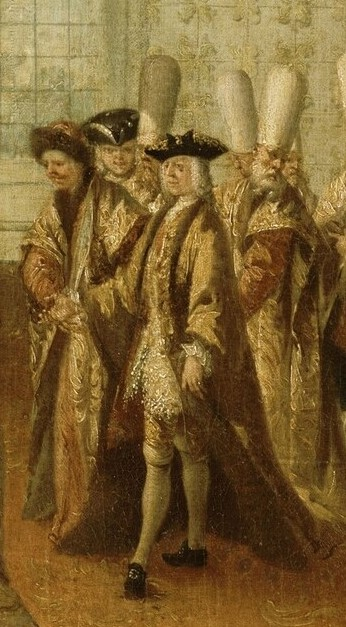
Charles de Ferriol (1652-1722) fra il 1703 e il 1711

Charles de Ferriol (1652 – 1722) è stato un ambasciatore francese.

## Biografia
Venne inviato da Luigi XIV presso la Sublime porta dal 1699 al 1711, durante il regno del Sultano Ahmed III.
Un dipinto di Jean-Baptiste van Mour, che lo accompagnò nella sua missione a Costantinopoli, mostra il suo ricevimento da parte del Sultano.
Ferriol è anche conosciuto come l'uomo che portò in Francia la scrittrice epistolare Mademoiselle Aïssé, una schiava circassa che aveva comprato - quando aveva l'età di quattro anni - a Costantinopoli. I suoi tentativi di ottenere favori sessuali da lei divennero oggetto di numerosi libri e biografie, in particolare de la Histoire d'une Grecque moderne (1740) dell'Abbé Prévost.

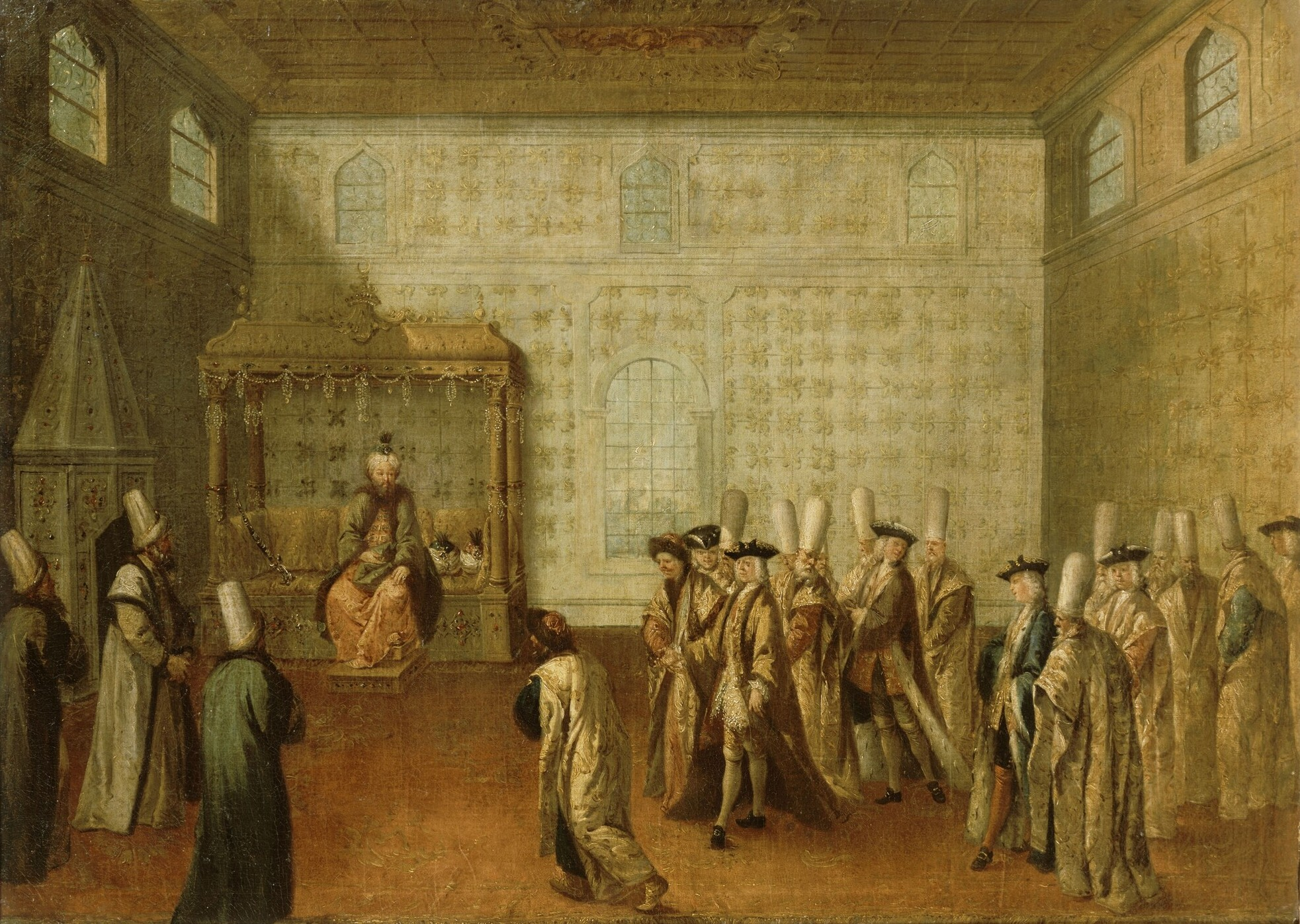
Ahmed III riceve l'ambasciatore Charles de Ferriol. (dipinto di Jean-Baptiste van Mour del 1724.)